# 约翰·贝尔 (外科医生)
约翰·贝尔（1763年5月12日—1820年4月15日）是一位苏格兰外科医生和解剖学家，出生于爱丁堡，是著名解剖学家查尔斯·贝尔的哥哥。